# اوایو
اُواِیو (به ژاپنی: 於江与 Oeyo) سوگن‌این همچنین به نام‌های گو (江)، اوگو (小督)، ساتوکو (達子) یا گوهیمه (豪姫) (۱۵۷۳ – ۱۶۲۶ میلادی) یکی از چهره‌های برجسته در اواخر دوره سنگوکو بود. مادر او اوایچی خواهر اودا نوبوناگا و پدرش آزای ناگاماسا بود. اوایو سه بار ازدواج کرد. برای اولین بار با پسر عمویش ساجی کازوناری، سپس به ازدواج خواهرزاده تویوتومی هیده‌یوشی، تویوتومی هیده‌کاتسو درآمد. او یک دختر با نام تویوتومی ساداکو از ازدواج دومش داشت، که به فرزندخواندگی خواهرش یودو-دونو همسر تویوتومی هیده‌یوشی درآمد.
سومین و آخرین شوهرش توکوگاوا هیده‌تادا دومین شوگون از شوگون‌سالاری توکوگاوا بود. او همچنین مادرِ جانشین هیده‌تادا، توکوگاوا ایه‌میتسو، شوگون سوم بود.

## خانواده
- پدر: آزای ناگاماسا (۱۵۴۵–۱۵۷۳)
- مادر: اوایچی (۱۵۴۷–۱۵۸۳)
- پدرخوانده: شیباتا کاتسوایه (۱۵۲۲–۱۵۸۳)
- پدر رضاعی: تویوتومی هیده‌یوشی (۱۵۳۷–۱۵۹۸)
- شوهران:
  - ساجی کازوناری (ازدواج. ۱۵۸۳ طلاق. ۱۵۸۴)
  - تویوتومی هیده‌کاتسو (ازدواج. ۱۵۹۱–۱۵۹۲)
  - توکوگاوا هیده‌تادا (ازدواج. ۱۵۹۵)
- فرزندان:

### از هیده‌کاتسو
- تویوتومی ساداکو (۱۶۵۸–۱۵۹۲ تولد در نوزده سالگی اوایو)، فرزندخواندگی پذیرفته شده توسط تویوتومی هیده‌یوشی و یودو دونو ازدواج با کوجو یوکی‌ایه و بعداً به فرزندخواندگی پذیرفته شده توسط توکوگاوا هیده‌تادا

### از هیده‌تادا
- سن هیمه (۱۵۹۷–۱۶۶۶)
- تاماهیمه (۱۵۹۹–۱۶۲۲)
- تنسو-این/کاتسوهیمه (۱۶۰۱–۱۶۷۲)
- هاتسوهیمه (۱۶۰۲–۱۶۳۰)
- توکوگاوا ایه‌میتسو (۱۶۰۴–۱۶۵۱)
- توکوگاوا تاداناگا (۱۶۰۶–۱۶۳۴)
- توکوگاوا ماساکو (۱۶۰۷–۱۶۷۸)